# Хуанхэ (арктическая станция)

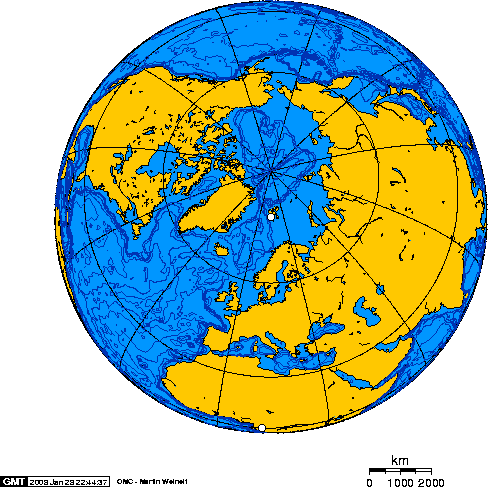
Ортографическая проекция для станции Хуанхэ

Хуанхэ (кит. трад. 黃河站, упр. 黄河站, пиньинь Huánghé Zhàn) — китайская научно-исследовательская станция в Арктике, открытая «Полярным Научно-исследовательским Институтом Китая» рядом с посёлком Ню-Олесунн на Шпицбергене в 2003 году. Учёные на станции занимаются изучением северного сияния и замёрзших микроорганизмов, проводят мониторинг ледников и метеорологические исследования.